# Mirko Albanese
Mirko Albanese (Esch-sur-Alzette, 4 september 1989) is een Luxemburgs voetballer die speelt als aanvaller voor de Luxemburgse club FC Ehlerange.

## Carrière
Albanese speelde voor de jeugd van FC Differdange 03 en hij maakte bij die club ook zijn profdebuut. Na 100 wedstrijden voor die ploeg verhuisde hij naar Jeunesse Esch. Na een uitleenbeurt aan FC Wiltz 71, tekende Albanese een contract bij Swift Hesperange. In 2019 tekende hij bij FC Ehlerange.

## Erelijst
- FC Differdange 03
  - Luxemburgse voetbalbeker: 2010, 2011

## Persoonlijk
Mirko heeft nog een broer Ivan die ook profvoetballer is.